# Tain-l’Hermitage
Tain-l’Hermitage település Franciaországban, Drôme megyében. Lakosainak száma 5890 fő (2022. január 1.). Tain-l’Hermitage Saint-Jean-de-Muzols, Tournon-sur-Rhône, Crozes-Hermitage, Larnage és Mercurol-Veaunes községekkel határos.

## Népesség
A település népessége az elmúlt években az alábbi módon változott:
| Lakosok száma | 5377 | 5387 | 5003 | 5764 | 5923 | 6100 | 6162 | 6106 | 6025 | 5890 |
|               | 1968 | 1982 | 1990 | 2006 | 2013 | 2015 | 2017 | 2019 | 2020 | 2022 |